# Шан (Пиј де Дом)
Шан (фр. Champs) насеље је и општина у централној Француској у региону Оверња, у департману Пиј де Дом која припада префектури Риом.
По подацима из 2011. године у општини је живело 342 становника, а густина насељености је износила 22,6 становника/km². Општина се простире на површини од 15,13 km². Налази се на средњој надморској висини од 550 метара (максималној 607 m, а минималној 375 m).

## Демографија
| 1962. | 1968. | 1975. | 1982. | 1990. | 1999. | 2011. |
| ----- | ----- | ----- | ----- | ----- | ----- | ----- |
| 233   | 245   | 232   | 238   | 236   | 258   | 342   |

График промене броја становника у току последњих година